# جنوب‌باخترآرواره
جنوب‌باخترآرواره (نام علمی: Libognathus) نام یک سرده از تیره پیش‌انجامگان است.